# 여류본인방전
여류본인방전(일본어: 女流本因坊戦)은 일본에서 열리는 프로 바둑 대회 중 하나이다. 쿄도 통신사와 일본기원이 주최하고 있다. JA공제련, 공에이 화재, 바둑 장기 채널이 후원하고 있으며 1982년부터 매년 주최하고있다. 일본기원과 간사이기원 소속의 여성 기사들이 참가한다. 여류본인방 5연속 우승자에게는 명예 "여류본인방"(女流本因坊)이라는 호칭이 주어지게 된다,

## 상금
- 우승 상금 550만엔(약 6,000만원).

## 대회규정
- 제14기 대회부터 도전기가 5번 승부로 변경.
- 총 24명이 토너먼트를 벌여 최종 우승자가 도전기에 출전하며, 4강 진출자는 차기 시드가 부여된다.
- 제한시간 본선-3시간. 도전기-4시간. 60초 초읽기 5회.

## 역대 우승자
| 회수 | 연도 | 우승                 | 전적 | 준우승               |
| ---- | ---- | -------------------- | ---- | -------------------- |
| 1    | 1982 | 혼다 사치코 六단     | 2-1  | 고바야시 레이코 六단 |
| 2    | 1983 | 구노스키 테루코 六단 | 2-1  | 혼다 사치코 六단     |
| 3    | 1984 | 혼다 사치코 六단     | 2-0  | 구노스키 테루코 七단 |
| 4    | 1985 | 구노스키 테루코 七단 | 2-1  | 혼다 사치코 六단     |
| 5    | 1986 | 오가와 토모코 四단   | 2-0  | 구노스키 테루코 七단 |
| 6    | 1987 | 구노스키 테루코 七단 | 2-1  | 오가와 토모코 四단   |
| 7    | 1988 | 구노스키 테루코 七단 | 2-0  | 오가와 토모코 四단   |
| 8    | 1989 | 구노스키 테루코 七단 | 2-0  | 오가와 토모코 四단   |
| 9    | 1990 | 나카자와 아야코 初단 | 2-1  | 구노스키 테루코 七단 |
| 10   | 1991 | 나카자와 아야코 二단 | 2-1  | 고바야시 치즈 五단   |
| 11   | 1992 | 가토 토모코 初단     | 2-0  | 나카자와 아야코 二단 |
| 12   | 1993 | 요시다 미카 六단     | 2-1  | 가토 토모코 三단     |
| 13   | 1994 | 요시다 미카 六단     | 2-0  | 츠쿠다 아키코 初단   |
| 14   | 1995 | 요시다 미카 六단     | 3-1  | 지넨 카오리 初단     |
| 15   | 1996 | 요시다 미카 六단     | 3-0  | 나카자와 아야코 四단 |
| 16   | 1997 | 지넨 가오리 三단     | 3-1  | 요시다 미카 六단     |
| 17   | 1998 | 지넨 가오리 三단     | 3-0  | 가토 토모코 四단     |
| 18   | 1999 | 지넨 가오리 三단     | 3-1  | 고바야시 이즈미 四단 |
| 19   | 2000 | 구와바라 요코 五단   | 3-2  | 지넨 가오리 三단     |
| 20   | 2001 | 고바야시 이즈미 五단 | 3-1  | 구와바라 요코 五단   |
| 21   | 2002 | 고바야시 이즈미 五단 | 3-2  | 지넨 가오리 三단     |
| 22   | 2003 | 고바야시 이즈미 五단 | 3-1  | 야시로 쿠미코 五단   |
| 23   | 2004 | 지넨 가오리 三단     | 3-1  | 고바야시 이즈미 六단 |
| 24   | 2005 | 야시로 쿠미코 五단   | 3-0  | 지넨 가오리 四단     |
| 25   | 2006 | 야시로 쿠미코 五단   | 3-1  | 구와바라 요코 五단   |
| 26   | 2007 | 셰이민 三단          | 3-0  | 야시로 쿠미코 五단   |
| 27   | 2008 | 셰이민 四단          | 3-1  | 스즈키 아유미 四단   |
| 28   | 2009 | 셰이민 四단          | 3-1  | 아오키 기쿠요 八단   |
| 29   | 2010 | 셰이민 五단          | 3-0  | 무카이 치아키 四단   |
| 30   | 2011 | 셰이민 五단          | 3-1  | 무카이 치아키 四단   |
| 31   | 2012 | 셰이민 六단          | 3-0  | 오쿠다 아야 三단     |
| 32   | 2013 | 무카이 치아키 五단   | 3-2  | 셰이민 六단          |
| 33   | 2014 | 후지사와 리나 二단   | 3-0  | 무카이 치아키 五단   |
| 34   | 2015 | 셰이민 六단          | 3-2  | 후지사와 리나 三단   |
| 35   | 2016 | 후지사와 리나 三단   | 3-1  | 셰이민 六단          |
| 36   | 2017 | 셰이민 六단          | 3-2  | 후지사와 리나 三단   |
| 37   | 2018 | 후지사와 리나 四단   | 3-1  | 셰이민 六단          |
| 38   | 2019 | 우에노 아사미 三단   | 3-1  | 후지사와 리나 四단   |
| 39   | 2020 | 후지사와 리나 四단   | 3-2  | 우에노 아사미 三단   |
| 40   | 2021 | 후지사와 리나 五단   | 3-0  | 호시아이 시호 三단   |
| 41   | 2022 | 후지사와 리나 五단   | 3-0  | 우에노 아사미 四단   |
| 42   | 2023 | 후지사와 리나 六단   | 3-2  | 우에노 아사미 五단   |
| 43   | 2024 | 후지사와 리나 七단   | 3-2  | 뉴 에이코 四단       |